# جون ابرستوري
جون ابرستوري (بالإسبانية: Jon Aberasturi)‏ (و. 1989  م) هو راكب دراجة هوائية إسباني، ولد في فيتوريا-غاستيز، شارك في طواف إسبانيا.

## سجل الفوز

### سباقات أو مراحل فاز بها
| التاريخ        | السباق                      | المركز                                        |
| -------------- | --------------------------- | --------------------------------------------- |
| 27 مارس 2011   | Grand Prix du Portugal 2011 |                                               |
| 29 أكتوبر 2016 | كأس الإمارات 2016           | الثالث في التصنيف العام                       |
| 29 يوليو 2017  | طواف بحيرة تشينغهاي 2017    | الرابع في تصنيف النقاط                        |
| 05 نوفمبر 2017 | طواف هاينان 2017            | الرابع في تصنيف النقاط                        |
| 11 فبراير 2018 | طواف ألميريا 2018           | العاشر في التصنيف العام                       |
| 11 مارس 2018   | كلاسيكا دا أرابيدا 2018     | السابع في التصنيف العام                       |
| 22 أبريل 2018  | فولتا كاستيلا ليون 2018     | الثاني في تصنيف النقاط                        |
| 13 مايو 2018   | فويلتا أرغون 2018           | الأول في تصنيف النقاط، السابع في تصنيف الجبال |
| 31 يوليو 2018  | سيركويتو دي جيتكسو 2018     | الثالث في التصنيف العام                       |
| 11 أغسطس 2018  | طواف برغش 2018              | الخامس في تصنيف النقاط                        |
| 04 أكتوبر 2018 | باريس بورج 2018             | السادس في التصنيف العام                       |
| 31 يوليو 2019  | سيركويتو دي جيتكسو 2019     | الفائز في التصنيف العام                       |

## روابط خارجية
- جون ابرستوري على موقع الاتحاد الدولي للدراجات (الإنجليزية)
- جون ابرستوري على موقع أرشيف الدراجات (الإنجليزية)
- جون ابرستوري على موقع إحصائيات الدراجات الإحترافية (الإنجليزية)
- جون ابرستوري على موقع نسبة الدراجات (الإنجليزية)
- جون ابرستوري على موقع CycleBase (الإنجليزية)